# Mario Berríos
Mario Esteban Berrios Jara (Santiago, Chile, 20 de agosto de 1981) es un exfutbolista chileno que jugaba de defensa central.

## Trayectoria
Surgido de las divisiones inferiores de Palestino, debutó en Primera división en 2001. Participó en el Mundial Juvenil de 2001 con la Selección de fútbol sub-20 de Chile.
Ha tenido pasos en el fútbol extranjero en clubes de Serbia y Malasia.

## Selección nacional

### Participación en Copa del Mundo Sub-20
| Mundial                 | Sede      | Resultado     | Goles |
| ----------------------- | --------- | ------------- | ----- |
| Mundial Juvenil de 2001 | Argentina | Primera Ronda | 1     |

## Clubes
| Club             | País    | Año       |
| ---------------- | ------- | --------- |
| Palestino        | Chile   | 2001-2005 |
| OFK Belgrado     | Serbia  | 2006-2007 |
| Coquimbo Unido   | Chile   | 2007      |
| Perak FA         | Malasia | 2007-2008 |
| Santiago Morning | Chile   | 2008-2010 |
| Unión La Calera  | Chile   | 2010-2017 |

## Palmarés

### Campeonatos nacionales
| Título    | Club            | País  | Año    |
| --------- | --------------- | ----- | ------ |
| Primera B | Unión La Calera | Chile | 2017-T |